# 郃轶欧
郃軼歐（Bishop Philip Côté ,S.J.1895年12月28日—1970年1月16日），徐州代牧区、徐州教区宗座代牧、主教（1935年6月18日-1970年1月16日），耶稣会会士。
1895年12月28日，郃軼歐出生在美国麻薩諸塞州勞倫斯，1916年入耶稣会。1927年8月15日，31岁晋升神甫。赴中国传教。1935年6月18日（39岁）由教廷任命为徐州宗座代牧，领Polystylus主教衔 。9月29日在由蔡宁总主教、惠濟良主教和朱开敏主教祝圣 。1946年4月11日为徐州教区主教。
1970年1月16日，郃軼歐主教去世，年74岁。